# Perii Broșteni
Perii Broșteni – wieś w Rumunii, w okręgu Teleorman, w gminie Olteni. W 2011 roku liczyła 1263 mieszkańców.